# Steve Landesberg
Steve Landesberg (Nova Iorque, 23 de novembro de 1936 — Los Angeles, 20 de dezembro de 2010) foi um ator, comediante e dublador norte-americano, conhecido por seu papel como o policial Arthur Dietrich na sitcom Barney Miller.

## Filmografia

### No cinema
| Ano  | Título                                                          | Personagem         | Notas |
| ---- | --------------------------------------------------------------- | ------------------ | ----- |
| 1971 | You've Got to Walk It Like You Talk It or You'll Lose That Beat | —                  |       |
| 1973 | Blade                                                           | Dr. Calvin Crosse  |       |
| 1975 | Black Bart                                                      | Reb Jordan         |       |
| 1978 | Leader of the Band                                              | Eddie Layton       |       |
| 1989 | Final Notice                                                    | Tenente Al Frank   |       |
| 1991 | Mission of the Shark: The Saga of the U.S.S. Indianapolis       | Lipscome           |       |
| 1991 | Doubles                                                         | George             |       |
| 1992 | Ladybugs                                                        | Dr. Von Kemp       |       |
| 1993 | Little Miss Millions                                            | Harvey Lipschitz   |       |
| 1994 | Sodbusters                                                      | Gunther Schteuppin |       |
| 1994 | The Crazysitter                                                 | Detetive Bristol   |       |
| 1995 | Best Defense                                                    | Steve Best         |       |
| 1999 | Puppet                                                          | Charles            |       |
| 2004 | Gas                                                             | Sam                |       |
| 2004 | A Lousy 10 Grand                                                | —                  |       |
| 2007 | Wild Hogs                                                       | Larry              |       |
| 2008 | Forgetting Sarah Marshall                                       | Dr. Rosenbaum      |       |

### Na televisão
| Ano       | Título                             | Personagem                            | Notas                                  |
| --------- | ---------------------------------- | ------------------------------------- | -------------------------------------- |
| 1974-1975 | Paul Sand in Friends and Lovers    | Fred Meyerbach                        | 9 Episódios                            |
| 1975      | When Things Were Rotten            | Wizard                                | Episódio:Those Wedding Bell Blues      |
| 1975-1982 | Barney Miller                      | Det. Sgt. Arthur Dietrich/Father Paul | 124 Episódios                          |
| 1976      | On the Rocks                       | —                                     | Episódio: The Desperate Hours          |
| 1977      | The Rockford Files                 | Kenny Hollywood/Frank Rhinehart       | Episódio: There's One in Every Port    |
| 1977      | Fish                               | Detetive Arthur Dietrich              | Episódio: Fire                         |
| 1982      | Insight                            | Gideon                                | Episódio: For Love or Money            |
| 1987      | Mr. President                      | —                                     | Episódio: Lois Gets Lucky              |
| 1988      | Nine to Five                       | —                                     | Episódio: Marsha's Lie                 |
| 1991      | Harry and the Hendersons           | Coleman                               | 2 Episódios                            |
| 1991      | The Golden Girls                   | Dr. Halperin                          | 2 Episódios                            |
| 1991      | Dinosaurs                          | Gary                                  | Episódio: High Noon                    |
| 1991      | Seinfeld                           | Cameo                                 | Episódio: The Chinese Restaurant       |
| 1995      | Capitol Critters                   | —                                     | Episódio: Into the Woods               |
| 1996      | Pearl                              | Saul Steinberg                        | 2 Episódios                            |
| 1997      | Tracey Takes On...                 | Sr. Hart                              | Episódio: Money                        |
| 1997      | Dave's World                       | Dean Riordan                          | Episódio: Oh Dad, Poor Dad             |
| 1997      | Law & Order                        | Howard Cahill                         | Episódio: Ritual                       |
| 1998      | Cosby                              | Sr. Rollins                           | Episódio: 1040 Not-So-EZ               |
| 1998      | Conrad Bloom                       | George Dorsey                         | 13 Episódios                           |
| 1999      | Two Guys, a Girl and a Pizza Place | —                                     | Episódio: Foul Play                    |
| 2000      | Twice in a Lifetime                | Barry Kirkbride/George Doorwood       | Episódio: Birds of Paradise            |
| 2002-2005 | Harvey Birdman, Attorney at Law    | Bailiff/Grok/Doctor Quincy            | 4 Episódios                            |
| 2005      | Ghost Whisperer                    | Stan Rosenfeld                        | Episódio: Undead Comic                 |
| 2006      | That '70s Show                     | Cal                                   | Episódio: Sheer Heart Attack           |
| 2007      | Just Jordan                        | —                                     | 2 Episódios                            |
| 2009      | Everybody Hates Chris              | Stanley "Stan" Levine                 | Episódio: Everybody Hates Mr. Levine   |
| 2009      | American Dad!                      | Bernie                                | Episódio: Stan's Night Out             |
| 2007-2009 | Head Case                          | Dr. Myron Finkelstein                 | 29 Episódios                           |
| 2009      | The Florence Henderson Show        | Ele mesmo                             |                                        |
| 2009      | The Cleaner                        | Bernie Zellman                        | Episódio: Does Everybody Have a Drink? |